# Курьяниново
Курьяниново — деревня в Шуйском районе Ивановской области. Входит в состав Колобовского городского поселения.

## География
Находится в южной части Ивановской области на расстоянии приблизительно 12 км на юг по прямой от районного центра города Шуя.

## История
На карте пгм 1780 года деревня уже была. В 1859 году здесь (тогда деревня в составе Ковровского уезда Владимирской губернии) было учтено 24 двора.

## Население
Постоянное население составляло 167 человек (1859 год), 28 в 2002 году (русские 100 %), 25 в 2010.